# Майк Бост
Майк Бост (англ. Mike Bost; нар. 30 грудня 1960, Мерфісборо, Іллінойс) — американський політик-республіканець. Входить до Палати представників США з 2015, раніше був членом Палати представників Іллінойсу з 1995 по 2015.
Навчався в Університеті Іллінойсу, пізніше став пожежником. Бост служив у Корпусі морської піхоти США з 1979 по 1982. Працював у родинному бізнесі (вантажоперевезення) протягом десяти років.